# Мирзаев, Лазизбек
Лазизбек Мирзаев (узб. Lazizbek Mirzaev; родился 5 октября 2006) — узбекистанский футболист, полузащитник испанского клуба «Леганес».

## Клубная карьера
Воспитанник футбольной академии клуба «Локомотив (Ташкент)». 12 ноября 2022 года дебютировал в основном составе «Локомотива» в матче Суперлиги Узбекистана против клуба «Металлург». В январе 2023 года подписал с клубом свой первый профессиональный контракт.
В декабре 2024 года стало известно о переходе Мирзаева в испанский клуб «Леганес».

## Карьера в сборной
С 2022 года выступает за сборную Узбекистана до 17 лет. Летом 2023 года помог своей команде дойти до полуфинала юношеского чемпионата Азии.